# Собор Тамбовских святых
Собор Тамбовских святых — группа святых Русской православной церкви, чья жизнь была связана с территорией Тамбовской епархии. Празднование Собору Тамбовских святых установлено в 1988 году и совершается 28 июля по юлианскому календарю, что приходится на 10 августа по григорианскому.

## Список святых
| Святой                                         | Лик святости, преставление                 | Год канонизации | Другие дни памяти                                |
| ---------------------------------------------- | ------------------------------------------ | --------------- | ------------------------------------------------ |
| Амвросий Оптинский                             | преподобный (+ 1891)                       | 1988            | 27 июня (10 июля), 10 (23) октября, Оптин.       |
| Анфим Сарайский                                | священномученик (+ ? XIII — XV в.)         | 1988            | 11 (24) июня ?                                   |
| Дария Сезеновская (Лебедянская)                | старица, преподобная (+ 1858)              | 1988            |                                                  |
| Иларион (Троекуровский), Затворник, Тамбовский | преподобный (+ 1853)                       |                 | 5 (18) ноября                                    |
| Иоанн Сезеновский (Тамбовский)                 | преподобный, Христа ради юродивый (+ 1839) | 1988            | 14 (27) декабря                                  |
| Иосиф Козловский                               | преподобный, (+ 1627)                      |                 | 9 (22) сентября                                  |
| Марк Молчальник, Саровский                     | преподобный (+ 1818 ?)                     | 1988            | 4 (17) ноября                                    |
| Марфа Тамбовская                               | старица, преподобная (+ 1800)              | 1988            | 1 (14) сентября                                  |
| Матфей Чернеево-Шацкий                         | преподобный (после + 1597)                 |                 | 21 декабря (3 января)                            |
| Мисаил Рязанский, Шацкий                       | святитель, чудотворец (+ 1655)             | ?               | 9 (22) апреля                                    |
| Назарий Саровский                              | преподобный, чудотворец (+ 1809)           | 1988            | 23 февраля (8 марта)                             |
| Питирим Тамбовский                             | святитель (+ 1698)                         | 1914            | Смол.                                            |
| Серапион Сарайский                             | святитель (+ 1653 ?)                       |                 | 2 (15) марта                                     |
| Серафим Саровский                              | преподобный, чудотворец (+ 1833)           | 1903            | 2 (15) января, 19 июля (1 августа)               |
| Серафима Сезеновская                           | преподобная (+ 1877)                       | 1988            | 13 (26) февраля                                  |
| Силуан Афонский                                | преподобный (+ 1938)                       | 1988            | 11 (24) сентября                                 |
| Феодор Ушаков                                  | праведный воин (+ 1817)                    | 2003            | 2 (15) октября                                   |
| Феодор Санаксарский                            | преподобный (+ 1791)                       | 2001            | 19 февраля (4 марта), 21 апреля (4 мая), Ростов. |
| Феофан Затворник, Вышенский                    | святитель (+ 1894)                         | 1988            | 10 (23) января, Петерб.                          |